# Риос, Гонсало
Гонсало Матиас Риос (исп. Gonzálo Matias Rios; родился 30 января 1992 года, Сан-Рафаэль, Аргентина) — аргентинский футболист, нападающий клуба «Чако Форевер».

## Клубная карьера
Риос начал профессиональную карьеру в клубе «Бока Унидос». 15 мая 2010 года в матче против «Альдосиви» он дебютировал в Примере B. 7 августа 2011 года в поединке против «Кильмес» Гонсало забил свой первый гол за «Унидос». В начале 2014 года Риос перешёл в «Кильмес». 18 марта в матче против «Лануса» он дебютировал в аргентинской Примере. 30 марта в поединке против «Ньюэллс Олд Бойз» Риос забил свой первый гол за «Кильмес». Уже летом 2014 года он вернулся в «Бока Унидос».
В начале 2015 года Гонсало отправился в годичную аренду в мексиканский «Леон». 15 февраля в матче против «Леонес Негрос» он дебютировал в мексиканской Примере, заменив в конце второго тайма Мигеля Саба. 5 апреля в поединке против «Керетаро» Риос сделал «дубль», забив свои первые голы за «львов».
В январе 2016 года Риос вернулся в «Боку» и вскоре был отдан в годичную аренду клубу «Темперлей».